# جندب هلدمان
جندب هلدمان أو قبوط هلدمان (الاسم العلمي Pardalophora haldemanii)، نوع من جنادب الفرقة المجنحة وينتمي إلى الفصيلة الجرادية. يوجد في أمريكا الشمالية

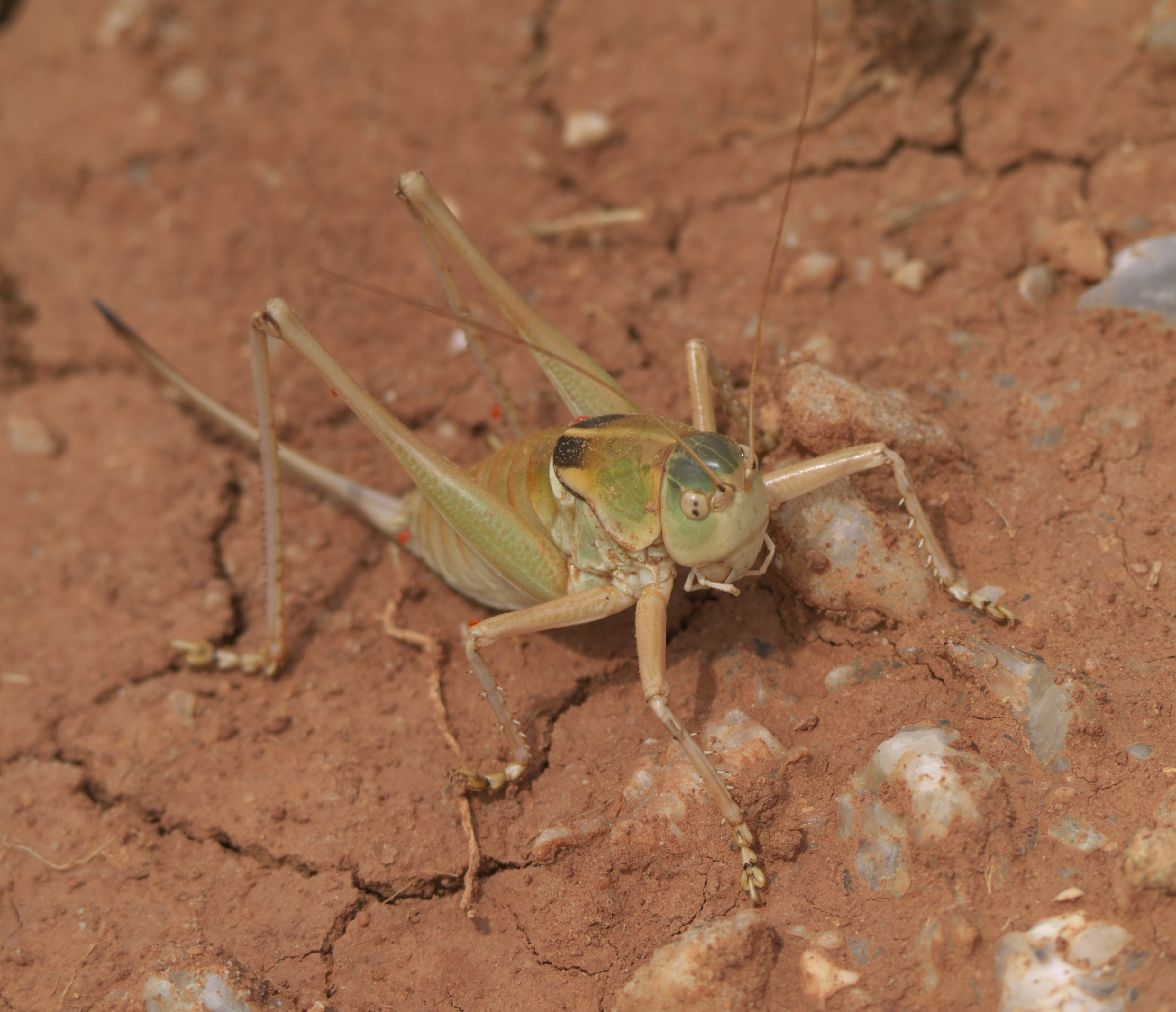
Haldeman's Grasshopper, Pardalophora haldemanii, Major, OK, USA

.